# 钟小健
钟小健（1952年—），汉族，中华人民共和国政治人物，第十届、第十一届、第十二届、第十三届全国政协委员。
担任中国和平统一促进会理事、澳门地产业总商会会长。2008年，当选第十一届全国政协委员，代表特邀澳门人士，分入第五十四组。并担任港澳台侨委员会专委。2018年1月，当选第十三届全国政协委员。